# Torsten Rossmann (Journalist)
Torsten Rossmann (* 29. Juli 1963 in Flensburg) ist ein deutscher Journalist und Medienmanager.

## Leben
Rossmann studierte Politische Wissenschaft und Skandinavistik an der Universität Hamburg und arbeitete dort in der Arbeitsstelle Medien und Politik. Als Journalist war er ab 1983 als freier Mitarbeiter für den NDR-Hörfunk und verschiedene Zeitungen tätig und wurde 1993 Leiter des Bereichs Elektronische Medien beim Branchendienst text intern. Seit 1995 arbeitete Rossmann für die ProSiebenSat.1-Gruppe als Kommunikationschef, wo er nach der Fusion von Sat.1 und der ProSieben Media im Jahr 2000 Konzernsprecher der neu gegründeten ProSiebenSat.1 Media wurde. 2003 übernahm er die Geschäftsführung des Nachrichtensenders N24. Von 2008 bis 2009 war er zusätzlich SAT.1-Geschäftsführer für die Bereiche Information & Magazine, Marketing und Controlling.
Im Juni 2010 kaufte Rossmann gemeinsam mit Partnern im Rahmen eines Management-Buy-out den Sender N24 und gründete die N24 Media GmbH, deren Vorsitzender der Geschäftsführung er war. Nachdem die N24-Gruppe Ende 2013 an die Axel Springer SE verkauft wurde, ist Rossmann seit 2014 Geschäftsführer der neugegründeten WeltN24 GmbH, in der der Nachrichtensender N24 und die WELT-Gruppe zusammengeführt wurden.  

## Mitgliedschaften in Aufsichtsräten
Seit 2006 ist Rossmann Vorsitzender des Aufsichtsrats der VG Media. Von 2006 bis 2020 war er Mitglied des Aufsichtsrates der Deutschen Presse-Agentur  und 2017 Mitglied des Aufsichtsrats der AGF Videoforschung.

## Schriften (Auswahl)
- Rundfunkpolitik in Dänemark. Hörfunk und Fernsehen zwischen Kultur, Kommerz und nationaler Identität, Univ. Hamburg, 1991.
- Die Pressearbeit der Umweltschutzorganisation Greenpeace. Ergebnisse einer Nachrichtenfluß- und Resonanzanalyse, Hamburg, 1992
- Rundfunkpolitik in Dänemark. Eine Analyse kleinstaatlicher Entwicklung im gemeinsamen europäischen Fernsehmarkt. LIT Verlag, Münster 1994, ISBN 978-3-89473-893-8.
- mit Hans J. Kleinsteuber: Europa als Kommunikationsraum: Akteure, Strukturen und Konfliktpotentiale in der europäischen Medienpolitik, Leske + Budrich, Opladen 1994, ISBN 3-8100-1280-7.